# Code international des signaux

Signal signifiant Je désire entrer en communication avec vous en neuf langues.

Le Code international des signaux est un système international de signaux et de codes utilisé par les navires pour communiquer des messages importants concernant la sécurité de la navigation et les questions connexes. Les signaux peuvent être envoyés par pavillons que l'on appelle ''flottants'', projecteurs de signalisation ("Scott" : alphabet morse) , signaux à bras (sémaphore) et radiotéléphonie. Le Code international est l'évolution la plus récente d'une grande variété de systèmes de signalisation de flottants maritime.

## Normes
« Le but du Code international de signaux est de fournir des voies et moyens de communication dans des situations liées essentiellement à la sécurité de la navigation et des personnes, en particulier lorsque des difficultés linguistiques surviennent ». Pour ce faire, le code est établi en un alphabet standardisé (les lettres A à Z et les dix chiffres), ainsi qu'une forme parlée de chaque lettre (pour éviter de confondre des lettres similaires, telles que 'b', 'p', et 'v'), et en associant cet alphabet à des flottants standardisés. (Voir le graphique à droite.)

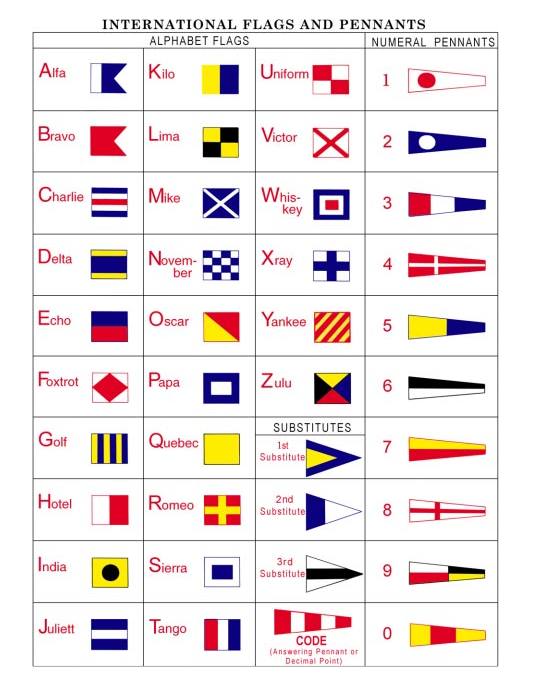

Des combinaisons de ces caractères alphanumériques sont attribuées comme codes pour divers messages normalisés. Par exemple, le capitaine d'un navire peut souhaiter communiquer avec un autre navire, où sa propre radio peut ne pas fonctionner et / ou l'indicatif d'appel de l'autre navire n'est pas connu et / ou l'autre navire peut ne pas maintenir une veille radio. On hisse simplement le flottant Kilo (voir schéma en haut), ou on envoie l'équivalent du code Morse (trait pont trait) au projecteur ; « Je souhaite communiquer avec vous ».
Une application pratique de l'ICS contient tous les messages standardisés disponibles en neuf langues (anglais, français, italien, allemand, japonais, espagnol, norvégien et, depuis 1969, russe et grec). Ce fait est sans importance si l'expéditeur et le (ou les) destinataire(s) utilisent des langues différentes ; chaque langue a un livre avec des messages équivalents saisis avec le même code. Ceci est également utile en radiotéléphonie, ou même lorsque les navires sont à portée de voix, s'il n'y a pas de langage commun : un membre d'équipage sur un navire en feu crie "Juliett Alpha Four  (JA4) au navire qui vient à leur aide sait exactement ce dont ils ont besoin — « matériau pour extincteurs à mousse » (c'est-à-dire l'agent moussant). (Voir de : Flaggenalphabet pour la version allemande des signaux à une seule lettre.)
Le code couvre également les aspects procéduraux (comment lancer un appel, le format d'un message, comment formater la date et l'heure, etc.), comment les navires de guerre (qui utilisent généralement leurs propres codes) indiquent qu'ils utilisent l'ICS (en battant le fanion de code), l'utilisation en radiotéléphonie (utilisation du mot parlé « Interco »), et diverses autres questions (notamment comment un aéronef dirige un navire vers un autre navire en détresse et comment ordonner à des sous-marins non identifiés de faire surface).

## Signaux

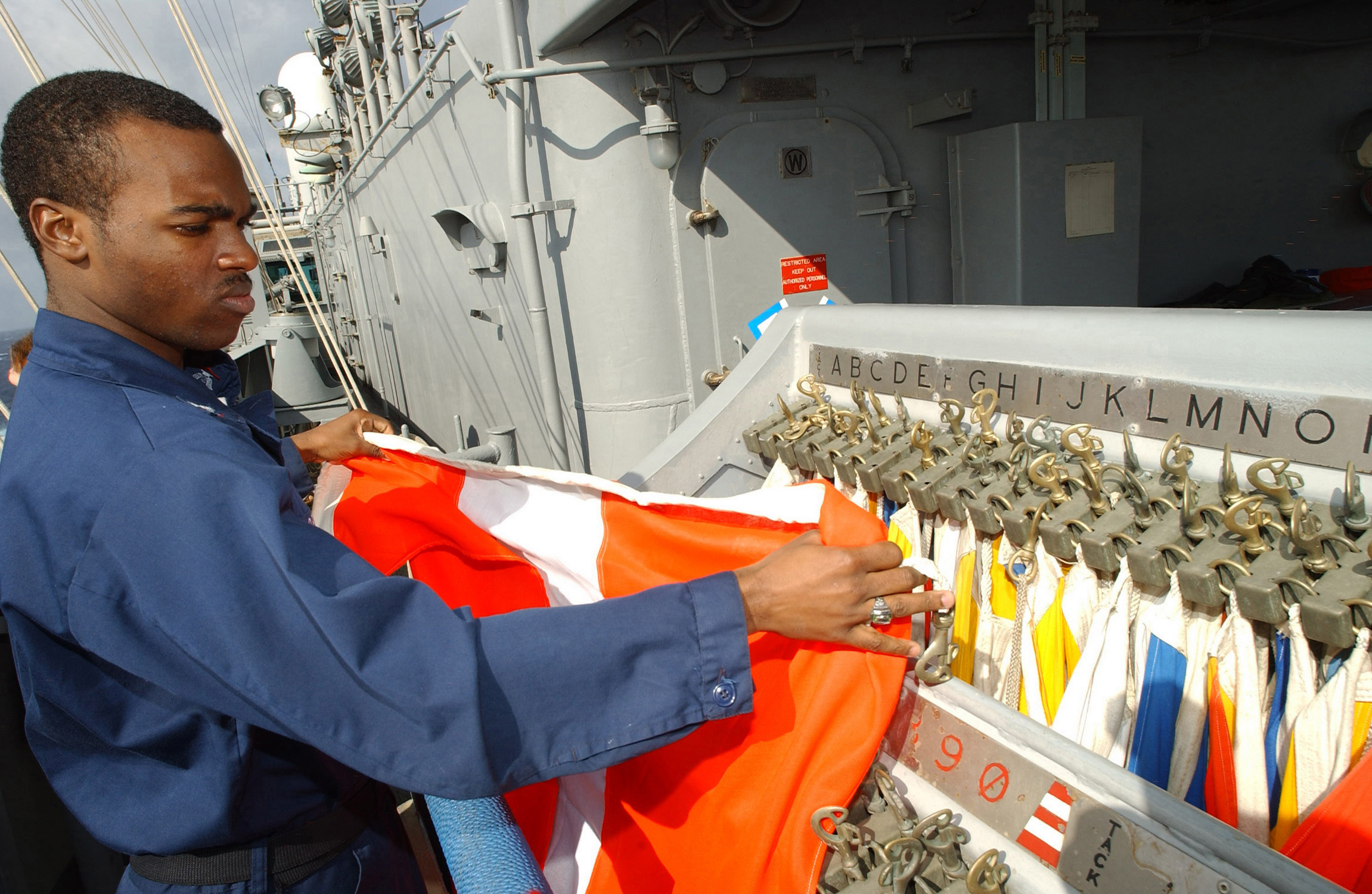
Un marin à bord d'un navire de l'US Navy prépare un signal flottant.

Avant 1969, le code était beaucoup plus étendu, couvrant un plus large éventail de messages et comprenant une liste de codes à cinq lettres pour chaque emplacement maritime important dans le monde. Depuis 1969, cela a été réduit pour se concentrer sur la navigation et la sécurité, y compris une section médicale. Les signaux peuvent être classés en trois groupes :
- Signaux à une seule lettre qui sont très urgents, importants ou courants.
- Signaux à deux lettres pour d'autres messages, parfois suivis d'un « complément » numérique qui complète ou modifie le message.
- Signaux à trois lettres commençant par « M » ; ce sont les codes de signal médical.

Dans certains cas, des caractères supplémentaires sont ajoutés pour indiquer les quantités, le relèvement, le cap, la distance, la date, l'heure, la latitude ou la longitude. Il est également prévu d’épeler les mots et d’indiquer l’utilisation d’autres codes. Plusieurs des signaux à une seule lettre les plus courants sont affichés à droite. Les signaux à deux lettres couvrent un large éventail de situations.
Les caractères répétés peuvent être un problème dans les mouvements de signaux flottants. Pour éviter d'avoir à transporter plusieurs ensembles de pavillons, le Code utilise trois triangles de « substitution » (ou « répéteur »). Ceux-ci répètent le drapeau à la position indiquée. Par exemple, pour signaler MAA (« Je demande un avis médical urgent », les drapeaux Mike, Alfa et le deuxième substitut seraient hissés, le substitut indiquant une répétition du deuxième flottant.

## Code des signaux médicaux
| Signal de 3 flottants                                          | Code | Sens                               |
| -------------------------------------------------------------- | ---- | ---------------------------------- |
|                                                                | MAA  | Je demande un avis médical urgent. |
| Le fanion en bas indique une répétition de la deuxième lettre. |      |                                    |

Le Code des signaux médicaux (incorporé dans le Code international des signaux depuis 1930) est un moyen de fournir une assistance en l'absence de personnel médical. Un langage clair est généralement préféré dans de tels cas (vraisemblablement par radiotéléphone), mais les différents codes fournissent une méthode succincte pour communiquer à un médecin la nature du problème en cas de difficultés de langage ou de communication, et en retour le traitement recommandé. Même en l'absence de problèmes de langue, le code de signalisation médical est utile pour fournir une méthode standard de description et de traitement des cas. Il existe également une liste standard de médicaments (médicaments), associée à une pharmacie standard de navires transportée par tous les navires marchands. Les signaux médicaux commencent tous par la lettre « M » (Mike) suivie de deux autres lettres, et parfois par des chiffres ou des lettres supplémentaires.

## Histoire

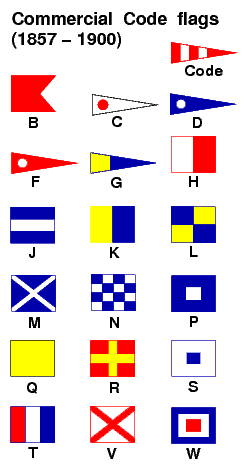

Le Code international des signaux a été précédé par une variété de signaux navals et de signaux privés, notamment le Code Marryat, les drapeaux de code les plus largement utilisés avant 1857. L'actuel Code international des signaux a été rédigé en 1855 par la Commission du Commerce britannique et publié en 1857 sous le nom de Code de commerce. Il se composait de deux parties : la première contenant des signaux universels et internationaux et la seconde des signaux britanniques uniquement. Dix-huit indicateurs de signal distincts (voir tableau) ont été utilisés pour créer plus de 70 000 messages possibles. Les voyelles ont été omises de l'ensemble afin d'éviter d'épeler un mot qui pourrait être répréhensible dans n'importe quelle langue, comme certaines lettres peu utilisées. La Commission l'a révisé en 1887 avant d'être modifié à la Conférence internationale de 1889 à Washington, DC. Le nouveau code international des signaux est officiellement entré en vigueur dans le monde entier le 1er janvier 1901. Initialement, le code fut utilisé en même temps que l'ancien système jusqu'au 1er janvier 1902, puis utilisé exclusivement après le 1er janvier 1903. Dans cette nouvelle édition, le nombre de drapeaux passa de 18 et un fanion de code, à 26 et un fanion de code. Les huit nouveaux drapeaux représentaient les voyelles AEIOU et les lettres XYZ.
Une version légèrement différente a été publiée dans le Brown's Signaling (18e édition, pages 9-28) en février 1916. Charlie, Delta, Echo, Foxtrot et Golf étaient des fanions correspondant à des fanions numériques plus modernes 1, 2, 3, 4 et 5. Sinon, les lettres semblent correspondre aux formats les plus modernes.
Le code fut testé abondamment pendant la Première Guerre mondiale, et il fut constaté que, « lors du codage des signaux, mot par mot, la signalisation échoua plus qu'elle ne réussit ». Une réunion de 1920 comprenant les cinq principales puissances alliées et associées s'est réunie à Paris pour former l'Union universelle des communications électriques le 8 octobre 1920 à Washington, DC. Le groupe suggéra des révisions au Code international des signaux tout en adoptant une orthographe phonétique alphabet, mais la création de l’organisation ne verra jamais le jour.
La Conférence radiotélégraphique internationale à Washington en 1927 examina des propositions pour une nouvelle révision du Code, y compris la préparation en sept langues : anglais, français, italien, allemand, japonais, espagnol et norvégien. Cette nouvelle édition a été achevée en 1930 puis adoptée par la Conférence radiotélégraphique internationale tenue à Madrid en 1932. La Conférence de Madrid mit également en place un comité permanent pour une révision continue du code. La nouvelle version introduit un vocabulaire pour l'aviation et une section médicale complète avec l'aide et les conseils de l'Office International d'Hygiène publique. Un certain nombre de signaux ont également été insérés pour les communications entre navires et armateurs, agents, chantiers de réparation et autres acteurs maritimes. Le nouveau code international des signaux est officiellement entré en vigueur dans le monde entier le 1er janvier 1934. Treize nouveaux drapeaux ont été introduits, les fanions triangulaires utilisés pour les lettres C, D, E, F et G ont été remplacés par de nouveaux drapeaux carrés. Ceux-ci devinrent les chiffres 1, 2, 3, 4 et 5. Les chiffres 6, 7, 8, 9 et 0 ont été introduits par cinq nouveaux drapeaux, tout en ajoutant trois autres nouveaux drapeaux de remplacement.
Après la Seconde Guerre mondiale en 1947, la Conférence administrative des radiocommunications de l'Union internationale des télécommunications estime que le Code international de signaux relève de la compétence de l'Organisation intergouvernementale consultative maritime (IMCO), devenue l'OMI. En janvier 1959, la première assemblée de l'IMCO impose à l'organisation d'assumer toutes les fonctions alors endossées par le Comité permanent du Code international des signaux.
La deuxième assemblée de l'IMCO 1961 approuva des plans pour une révision complète du Code international des signaux afin de répondre aux besoins des marins. Les révisions furent préparées dans les sept langues précédentes en ajoutant le russe et le grec.
Le code fut révisé en 1964 en tenant compte des recommandations de la Conférence de 1960 sur la sauvegarde de la vie humaine en mer (SOLAS) et de la Conférence administrative des radiocommunications de 1959. Les changements comprenaient un changement d'orientation des communications générales vers la sécurité de la navigation, l'abandon de la méthode du « vocabulaire » épelant les messages mot par mot, l'adaptation à toutes les formes de communication et l'élimination des sections radiotélégraphiques et géographiques distinctes. Cela fut adopté en 1965. La version anglaise de 1969 du code (édition des États-Unis, révisée en 2003) est disponible en ligne par l'intermédiaire de la National Geospatial-Intelligence Agency (NGA, anciennement la National Imagery and Mapping Agency) sous la publication 102.
Le Code international des signaux est actuellement géré par l'Organisation maritime internationale, qui a publié une nouvelle édition imprimée en 2005.

## Signaux à un seul flottant
| Lettre, mot épelé, prononciation | Flottant | Signification | Signification |
| Lettre, mot épelé, prononciation | Flottant | En tant que flottant seul | Comme compléments numériques |
| -------------------------------- | -------- | --- | --- |
| A Alfa [ˈal.fa]                  |          | « J’ai un scaphandrier en plongée ; tenez-vous à distance et avancez lentement. » | Azimut ou relèvement |
| B Bravo [ˈbrɑː.voʊ]              |          | « Je charge ou décharge, ou je transporte des marchandises dangereuses. » (Initialement utilisé par la Royal Navy spécifiquement pour les explosifs militaires.) | |
| C Charlie [ˈtʃɑː.li]             |          | « Oui. » (réponse affirmative, ou le groupe qui précède doit être compris comme une affirmation) | Routes en degrés magnétiques |
| D Delta [ˈdɛl.tə]                |          | « Ne me gênez pas, je manœuvre avec difficulté. » | Date (jour, mois, année) |
| E Echo [ˈɛk.oʊ]                  |          | « Je viens sur tribord. » | |
| F Foxtrot [ˈfɔks.trɔt]           |          | « Je suis désemparé ; communiquez avec moi. » | |
| G Golf [gɔlf]                    |          | « J’ai besoin d’un pilote. » Fait par un bateau de pêche : « Je relève mes filets. » | Longitude (les deux derniers numériques indiquent les minutes et le reste les degrés) |
| H Hotel [hoʊˈtɛl]                |          | « J’ai un pilote à bord. » | |
| I India [ˈɪn.dɪə]                |          | « Je viens sur bâbord. » | |
| J Juliet [ˈdʒuː.ljɛt]            |          | « Tenez-vous à distance. » « J’ai un incendie à bord et je transporte des substances dangereuses. » « J’ai une fuite de substance dangereuse. » | |
| K Kilo [ˈki.loʊ]                 |          | « Je désire entrer en communication avec vous ou vous invite à transmettre. » | « Je désire entrer en communication avec vous par... » : 1) Signalisation Morse au moyen de drapeaux ou d'armes ; 2) Porte-voix (mégaphone) ; 3) Lampe de signalisation Morse ; 4) Signaux sonores. |
| L Lima [ˈli.mə]                  |          | « Stoppez votre navire immédiatement. » | Latitude (les 2 premiers indiquent les degrés, les 2 derniers les minutes) |
| M Mike [maɪk]                    |          | « Mon navire est stoppé et n’a plus d’erre. » | |
| N November [noʊˈvɛm.bə]          |          | « Non. » (réponse négative, ou le signal qui précède doit être compris sous forme négative). | Cette lettre ne peut être transmise que par voie visuelle ou sonore. Pour la transmission à la voix ou la transmission radio, il faut employer le signal « NO ».                                    |
| O Oscar [ˈɔs.kə]                 |          | « Un homme à la mer. » | |
| P Papa [ˈpa.pə]                  |          | 1) Au port : « Toutes les personnes doivent se présenter à bord, le navire doit prendre la mer. » ; 2) A la mer, fait par un bateau de pêche : « Mes filets sont accrochés par un obstacle. » ; 3) A la mer (voie sonore) : « J’ai besoin d’un pilote. » | |
| Q Quebec [kəˈbɛk]                |          | « Mon navire est « indemne » et je demande la libre-pratique. » | |
| R Romeo [ˈroʊ.mjoʊ]              |          | « Reçu » ou « J’ai reçu votre dernier signal » | Distance en miles marins. |
| S Sierra [siˈɛrə]                |          | « Je bats en arrière. » | Vitesse en nœuds |
| T Tango [ˈtaŋ.goʊ]               |          | Fait par un bateau de pêche : « Ne me gênez pas : je fais du chalutage jumelé. » | Heure locale. (les 2 premiers indiquent les heures, les 2 derniers les minutes). |
| U Uniform [ˈjuː.nɪ.fɔːm]         |          | « Vous courez vers un danger. » | |
| V Victor [ˈvɪk.tə]               |          | « Je demande assistance. » | Vitesse en kilomètres par heure. |
| W Whiskey [ˈwɪs.ki]              |          | « J’ai besoin d’assistance médicale. » | |
| X Xray [ˈɛks.reɪ]                |          | « Arrêtez vos manœuvres et veillez mes signaux. » | |
| Y Yankee [ˈjaŋ.ki]               |          | « Mon ancre chasse. » | |
| Z Zulu [ˈzuː.luː]                |          | « J’ai besoin d’un remorqueur. » Fait par un bateau de pêche : « Je mets à l’eau mes filets. » | Temps universel (UTC). (les 2 premiers indiquent les heures, les 2 derniers les minutes). |
| Flammes de chiffres              |          | | |
| 0 Zero                           |          | Signaux utilisés comme numériques pour compléter d'autres signaux. | |
| 1 One                            |          | | |
| 2 Two                            |          | | |
| Three                            |          | | |
| Four                             |          | | |
| Five                             |          | | |
| Six                              |          | | |
| Seven                            |          | | |
| Eigth                            |          | | |
| Nine                             |          | | |
| Substituts                       |          | | |
| 1er substitut                    |          | Répète le 1er pavillon. Les trois premiers substituts permettent d'envoyer n'importe quelle combinaison de quatre lettres ou de chiffres en utilisant un seul jeu d'indicateurs. | |
| 2e substitut                     |          | Répète le 2e pavillon. | |
| 3e substitut                     |          | Répète le 3e pavillon. | |
| Flamme du code / Aperçu          |          | "Marqué", c'est à dire à mi hauteur de la drisse : Je suis prêt à recevoir le message "A bloc" : le message a été reçu et compris (la station émettrice doit hisser la flamme du code isolément après la dernière drissée du signal pour indiquer que le signal est terminé ; la station réceptrice doit répondre de la même manière qu'à toutes les autres drissées) Remonté : signale la fin du message. Avec chiffres : virgule décimale Par un navire de guerre : Hisser la flamme du code supérieure à un signal signifie que ce signal est issu du code international non d'un code de signaux militaires (ATP1 pour les unités de l'OTAN) | |

## Exemples de signaux à combinaison
| Combinaison | Pavillons ou guidons | Signification                                                                                            |
| ----------- | -------------------- | --- |
|             | AC                   | J'abandonne mon navire.                                                                                  |
|             | AD                   | J'abandonne mon navire qui a subi un accident nucléaire et constitue une source possible de rayonnement. |
|             | AN                   | J'ai besoin d'un médecin.                                                                                |
|             | AN 1                 | J'ai besoin d'un médecin ; j'ai des brûlés graves.                                                       |
|             | AN 2                 | J'ai besoin d'un médecin ; j'ai des blessés par rayonnement.                                             |
|             | EL                   | Répétez la position de détresse.                                                                         |
|             | EL 1                 | Quelle est la position du navire en détresse ?                                                           |
|             | GM                   | Je ne puis sauver mon navire.                                                                            |
|             | GN                   | Emmenez les personnes se trouvant à bord.                                                                |
|             | GN 1                 | Je voudrais qu'on emmène un certain nombre de personnes. Equipage réduit restera à bord.                 |
|             | GN 2                 | Je vais emmener les personnes se trouvant à bord.                                                        |
|             | GN 3                 | Pouvez-vous emmener les personnes se trouvant à bord ?                                                   |
|             | IT                   | J'ai le feu à bord.                                                                                      |
|             | JA                   | Il me faut des appareils de lutte contre l'incendie.                                                     |
|             | JA 4                 | Il me faut du matériel pour l'extinction à mousse.                                                       |
|             | MAA                  | Je demande d'urgence un avis médical.                                                                    |
|             | MAB                  | Je vous demande rendez-vous à la position indiquée.                                                      |
|             | MAC                  | Je vous demande d'organiser une hospitalisation.                                                         |
|             | MAD                  | Je suis à ... (nombre) heures du port le plus proche.                                                    |
|             | MS 1                 | Mon navire est une source dangereuse de rayonnement ; vous pouvez approcher par tribord à moi.           |
|             | VG                   | Les nuages bas couvrent... (nombre d'octants ou de huitièmes de ciel couverts)                           |
|             | US 4                 | Rien ne peut être fait avant que le temps ne se calme un peu.                                            |
|             | NC                   | Je suis en détresse et j'ai besoin d'une assistance immédiate (signal de détresse).                      |
|             | RY                   | Faites route à petite vitesse quand vous passez près de moi (ou des navires faisant ce signal).          |
|             | AE                   | Il me faut abandonner mon navire.                                                                        |
|             | DX                   | Je coule (lat. ..., long. ... au besoin).                                                                |